# Нехтильор
Нехтильор — река в России, протекает в Тляратинском районе Республики Дагестан. Длина реки составляет 12 км. Площадь водосборного бассейна — 43,8 км².
Начинается на южном склоне горы Каразулшоб. Течёт в общем юго-западном направлении вдоль хребта Кахибмеэр. Устье реки находится в 167 км по правому берегу реки Джурмут на территории села Камилух.
Основные притоки — Колданобтляр и Джоохор, оба — правые.

## Данные водного реестра
По данным государственного водного реестра России относится к Западно-Каспийскому бассейновому округу, водохозяйственный участок реки — Сулак от истока до Чиркейского гидроузла. Речной бассейн реки — Терек.
Код объекта в государственном водном реестре — 07030000112109300000735.